# Xie Hui
Xie Hui (謝暉T, 谢晖S, Xiè HuīP), (Shanghai, 14 febbraio 1975) è un allenatore di calcio ed ex calciatore cinese, di ruolo attaccante, tecnico del Changchun Yatai.

## Palmarès

### Club

#### Competizioni nazionali
- Campionato cinese: 1

Shanghai Shenhua: 1995
- Coppa della Cina: 1

Shanghai Shenhua: 1998

#### Competizioni internazionali
- A3 Champions Cup: 1

Shanghai Shenhua: 2007

### Individuale
- Federazione calcistica della Cina: Miglior giovane dell'anno 1995